# Oscar Estévez Uscanga
Oscar Estévez Uscanga (Veracruz, 11 december 1936 – Amsterdam, 20 januari 2018) was een Nederlandse wis- en natuurkundige en hoogleraar medische informatiekunde van Mexicaanse afkomst.

## Biografie
Estévez werd geboren in Mexico en studeerde onder andere aan de Cubaanse Academie van Wetenschappen, waaraan hij ook doceerde. Met een beurs van de International Brain Research Organization kwam hij voor een jaar naar Amsterdam, waar hij vervolgens bleef. Op 19 december 1979 promoveerde hij op het proefschrift On the fundamental data-base of normal and dichromatic color vision aan de Universiteit van Amsterdam. Daarna was hij verbonden aan de vakgroep Medische fysica aan die universiteit. In 1987 werd hij daar belast met het opzetten van de studie Medische informatica en op 1 januari 1992 werd hij gewoon hoogleraar Medische informatiekunde. Hij inaugureerde met de rede In medias res. Estévez werkte ook na zijn emeritaat mee aan verschillende onderzoeken ten behoeve van de rijksoverheid, onder andere over informatietechnologie in de zorg. Hij initieerde eveneens onderzoek om informatica een rol te kunnen laten spelen in de medische besliskunde.
Prof. dr. O. Estévez Uscanga overleed begin 2018 op 81-jarige leeftijd.